# Zdzisława Janowska
Zdzisława Janowska z domu Chłodzińska (ur. 16 grudnia 1940 w Łodzi) – polska ekonomistka i polityk, wykładowca akademicki, profesor nauk ekonomicznych, senator III i V kadencji Senatu, posłanka na Sejm VI kadencji.

## Życiorys
Ukończyła studia na Wydziale Ekonomiczno-Socjologicznym Uniwersytetu Łódzkiego. Od 1965 pracuje jako pracownik naukowy Uniwersytetu Łódzkiego i wykładowca z dziedziny zarządzania. W 1972 uzyskała stopień doktora nauk ekonomicznych, a w 1986 doktora habilitowanego. W 1990 została profesorem nadzwyczajnym, a w 1997 kierownikiem Zakładu Zarządzania Personelem na Uniwersytecie Łódzkim. W 2002 prezydent Aleksander Kwaśniewski nadał jej tytuł profesora nauk ekonomicznych.
Jest autorką i współautorką kilkunastu monografii i około stu pięćdziesięciu artykułów naukowych, zamieszczanych w prasie specjalistycznej. Jest badaczem, ekspertem, doradcą polityki gospodarczej z dziedziny restrukturyzacji, prywatyzacji, przeciwdziałania bezrobociu i zarządzania zasobami ludzkimi. Prowadzi stałą współpracę z ośrodkami naukowymi: instytutem pracy w Oslo i w Sztokholmie, Uniwersytetem w Örebro w Szwecji i University of Maryland, College Park w Stanach Zjednoczonych oraz Fundacją im. Friedricha Eberta w Polsce. W 1991 organizowała bezpłatne kursy dla bezrobotnych kobiet „Jak założyć własną firmę”. Jest założycielką i prezesem Międzynarodowej Fundacji Kobiet w Łodzi, promującej równość kobiet na rynku pracy. Należy do NSZZ „Solidarność” Uniwersytetu Łódzkiego oraz Stowarzyszenia Ordynacka.
Należy do Towarzystwa Naukowego Organizacji i Kierownictwa, Polskiego Stowarzyszenia Zarządzania Kadrami, Polskiego Towarzystwa Prakseologicznego, Polskiego Komitetu UNICEF. Została członkinią Komitetu Nauk Organizacji i Zarządzania PAN.
W latach 1990–1994 była radną rady miejskiej w Łodzi z ramienia Komitetu Obywatelskiego. Od 1993 do 1997 zasiadała w Senacie III kadencji z ramienia Unii Pracy, sprawowała funkcję wiceprzewodniczącej Parlamentarnej Grupy Kobiet, reprezentowała Senat na sesjach Unii Międzyparlamentarnej. Była wiceprzewodniczącą Komisji Kwalifikacyjnej do Służby Cywilnej. Była wiceprzewodniczącą Parlamentarnej Grupy Kobiet. W latach 1999–2000 brała udział w pracach zespołu ds. monitorowania reformy oświaty przy prezydencie RP. W 2000 należała do honorowego komitetu wyborczego Aleksandra Kwaśniewskiego. Ponownie została wybrana do Senatu V kadencji w 2001. Brała udział w konferencjach organizowanych przez Bank Światowy i Europejskie Forum ds. Ludności i Rozwoju. Była przewodniczącą Polskiego Parlamentarnego Zespołu ds. Ludności i Rozwoju. Pracowała nad ustawą o równym statusie kobiet i mężczyzn.
Należała do Unii Pracy, zasiadała w jej radzie programowej. W 2004 odeszła z partii, przystępując do komitetu założycielskiego Socjaldemokracji Polskiej i obejmując funkcję pełnomocnika wojewódzkiego SDPL. W 2005 bezskutecznie kandydowała do Sejmu z listy tego ugrupowania.
Od 2006 do 2007 sprawowała mandat radnej Lewicy i Demokratów w sejmiku łódzkim. W przedterminowych wyborach parlamentarnych w 2007 kandydowała z 5. miejsca LiD w okręgu łódzkim, uzyskując mandat poselski liczbą 5430 głosów. Od kwietnia 2008 zasiadała w Kole Poselskim SDPL (do września 2009 działającym pod nazwą SDPL-Nowa Lewica). W wyborach samorządowych w 2010 ubiegała się o urząd prezydenta miasta Łodzi, zajmując 5. miejsce spośród 11 kandydatów (otrzymała 5,70% głosów). W kwietniu 2011 przeszła do Klubu Poselskiego Sojuszu Lewicy Demokratycznej, natomiast w wyborach parlamentarnych w październiku 2011 nie uzyskała poselskiej reelekcji.

## Odznaczenia
W 1999 otrzymała Krzyż Kawalerski Orderu Odrodzenia Polski.